# Баркрофт, Джозеф
Сэр Джозеф Ба́ркрофт (англ. Joseph Barcroft; 26 июля 1872 — 21 марта 1947) — британский физиолог, более всего известный исследованиями дыхательной функции крови.
Член Лондонского королевского общества (1910), иностранный член Национальной академии наук США (1939).

## Биография
Джозеф Баркрофт родился 26 июля 1872 года в Ньюри в семье квакеров. Образование получил сначала в Бутэмской школе Йорка, затем в Лейской школе в Кембридже, после чего поступил в Кембриджский университет. В 1896 году окончил его, получив степень доктора медицины, и сразу же начал активную научную работу по изучению гемоглобина.
В мае 1910 года был избран членом Королевского общества, в 1922 году учёный был награждён Королевской медалью Лондонского королевского общества, в 1943 году — медалью Копли; в 1935 году был посвящён в рыцари, в 1938 году избран почётным иностранным членом Американской академии наук и искусств.
В 1936 году номинировался на Нобелевскую премию по физиологии и медицине за исследования в области дыхательной функции крови и функций селезёнки.
С 1925 по 1937 годы Джозеф Баркрофт возглавлял кафедру физиологии в Кембридже.
Баркрофт также получил известность тем, что в своих опытах очень часто использовал самого себя в качестве подопытного. Так, во время Первой мировой войны, когда он был призван на Королевскую инженерную опытную станцию, он проводил эксперименты с удушающими газами, подвергая себя воздействию цианида водорода. Однажды он в течение семи дней просидел в небольшой стеклянной камере, чтобы рассчитать минимально необходимое для выживания человека количество кислорода, а в другой раз закрылся в камере с настолько низкой температурой, что упал в обморок.
Барнкрофт также занимался изучением свойств кислорода на большой высоте, поэтому организовывал восхождения на пик Тенерифе (1910), Монте-Роза (1911), перуанские Анды (1922).
Во время Второй мировой войны он был призван в Портон в качестве консультанта по химическому оружию.
Джозеф Баркрофт умер 21 марта 1947 года в Кембридже.